# ملعب حسين آيت أحمد
ملعب حسين ايت أحمد  هو ملعب كرة قدم مُتعدد الاستخدامات يقع في بوخالفة بالقرب من مدينة تيزي وزو في ولاية تيزي وزو يتسع إلى 50,766.

## التصميم الهندسي
أوكلت مهمة مراقبة إنجاز مشروع «ملعب حسين آيت أحمد» في البداية لمكتب دراسات كندي (GIMA).
وتم تكليف مكتب الدراسات «دون أرشيتكتور» بتصميم مخطط هذا الملعب الضخم وفق معايير الاتحاد الدولي لكرة القدم.

## الإنشاء
تم وضع حجر أساس «ملعب حسين آيت أحمد» بتاريخ 15 ماي 2010م لدعم قطاع الشبيبة والرياضة بولاية تيزي وزو بهذا المشروع الكبير والهام ضمن القطاعات الإستراتيجية للدولة الجزائرية.
وقد خُصص لهذا المشروع الضخم في البداية غلاف مالي قدره 5,3 مليار دينار جزائري لإنجاز ملعب كرة قدم بسعة 40 000 مقعد، لكن تم بعد ذلك اتخاذ قرار توسيع الملعب ليتسع لـ50 000 مقعد ورفع الغلاف المالي إلى 25,6 مليار دينار جزائري بدلا من 5,3 مليار دينار جزائري.
وكانت مساحة الملعب محددة بـ22 هكتارا في البداية ليتقرر توسيعها لتصبح 53 هكتارا ليصير بذلك هذا الملعب هو الرابع مساحة على المستوى الوطني.
وخُصصت لهذا المشروع الضخم قطعة أرضية على مستوى بوخالفة الواقعة بالمدخل الغربي لمدينة تيزي وزو قدوما من ولاية بومرداس والجزائر العاصمة وعلى طول الطريق الوطني رقم 12، وتم تدعيم هذا الموقع الاستراتيجي بعدة طرق تربطه بالطريق الوطني رقم 12 وكذا المحطة البرية لبوخالفة، وأُنجزت دراسات حول هذه الطرق ومدى تأثيرها على حركة المرور بالطريق الوطني خلال استقبال الملعب للمنافسات الدولية.
وتم توزيع الغلاف المالي الموجه لإنجاز المشروع عند انطلاق أشغال إنجازه في شهر جويلية 2010م، عبر تخصيص مبلغ 1 مليار دينار جزائري لتهيئة الأرضية، فيما توزع المبلغ الباقي على إنجاز الملعب بالإضافة إلى منشآت رياضية أخرى.
من انجاز ملعب آخر خاص بالألعاب القوى، وآخر لتدريبات الفرق، وحظيرة سيارات تتسع ل4500 سيارة، هذه الأخيرة حسب مسؤول مكتب دراسات دون أرشيتكتور الذي اشرف على عرض المخطط فإنها لا تتطابق مع شروط الفيفا التي اشترطت إنجاز حظيرة بسعة 8000 سيارة، غير أن حسب قوله ذلك لن يؤثر على امكانية استقبال الملعب للمنافسات الدولية في الكرة المستديرة والتي عرفت توسيع لتصل إلى 000·8 سيارة المقررة حاليا·
المهندسون المشرفون على إنجاز المشروع لم يستثنوا المتفرجين الذين يلتحقون بالملعب راجلين قدوما من المحطة البرية، حيث خصصت لهم طرق خاصة تقودهم مباشرة إلى مدرجات الملعب بعيدا عن خطر السيارات، التي قد تهدد حياتهم·
فكون المشروع موجه لاستقبال أكبر المنافسات الدولية التي ستحضرها الصحافة من كل دول العالم لتغطية الحدث الرياضي الذي يحتضنه هذا الملعب، تمّ تخصيص قاعات مجهزة بأحسن عتاد للصحافة المكتوبة منها والسمعية البصرية التي تتسع لحوالي 250 صحفيا، كما سيحوي الملعب قاعات رسمية لشخصيات مهمة كرؤساء الدول مع تدعيمه كذلك بحظيرة خاصة لهاته الشخصيات، وذلك تجسيدا للمعايير التي نصت عليها الفيفا· كما أنه وضمانا لراحة المتفرجين من عشاق الكرة المستديرة، تمّ تقسيم المدرجات إلى قسمين علوي وسفلي، حيث يتسع السفلي ل2500 متفرج، مع زيادة 50 سنتيم بين مدرج وآخر، فيما سيخصص المدرج الآخير للمعوقين إضافة إلى انجاز مرقد وفندق.

## المرافق
يُعتبر «ملعب حسين آيت أحمد» في بوخالفة كأول ملعب كرة قدم يتم إنجازه في تاريخ الجزائر المستقلة منذ العام 1962م بمواصفات عالمية ويُعد تحفة فنية على شاكلة ملاعب الأوروبية، ويحتوي الملعب على العديد من المرافق.
| رقم | المرفق                                              | السعة           |
| --- | --------------------------------------------------- | --------------- |
| 01  | ميدان مغطى بالعشب الطبيعي                           | 23 لاعب كرة قدم |
| 02  | مدرجات مغطاة على ثلاث مستويات                       | 50 000 مقعد     |
| 03  | منصة شرفية مغطاة                                    | 200 مقعد        |
| 04  | فندق 5 نجوم                                         | 125 سريرا       |
| 05  | مدرج ألعاب قوى                                      | 6 500 مقعد      |
| 06  | قاعة متعددة الرياضات                                | 3 000 مقعد      |
| 07  | موقف سيارات                                         | 30 000 سيارة    |
| 08  | مركز تجاري                                          |                 |
| 09  | سبعة (7) ملاعب ملحقة للتدريبات مغطاة بالعشب الطبيعي |                 |
| 10  | خمسة (5) مسابح أولمبية ونصف أولمبية وللتكوين        |                 |
| 11  | ثمانية (8) مطاعم                                    |                 |
| 12  | قاعتان (2) للعرض السينمائي                          |                 |
| 13  | قاعات محاضرات                                       |                 |
| 14  | متحف حول تراث منطقة القبائل                         |                 |
| 15  | مساحات خضراء وحدائق                                 |                 |
| 16  | أربع (4) كافيتيريات                                 |                 |
| 17  | قاعتان (2) للألعاب                                  |                 |

## الوظيفة
يهدف إنجاز ملعب حسين آيت أحمد في بوخالفة، على غرار الملاعب الثلاثة الكبرى التي يتم تشييدها في الجزائر وهي ملعب وهران الجديد وملعب براقي وملعب الدويرة، إلى جعل هذه المنشآت الرياضية مكاسبا هامة لترقية الرياضة في الجزائر لاحتضان مختلف المنافسات الدولية مستقبلا.

### مواضيع ذات صلة
- الرياضة في الجزائر
- وزارة الشباب والرياضة الجزائرية
- مديرية الشباب والرياضة في ولاية تيزي وزو
- الاتحاد الدولي لكرة القدم
- الاتحادية الجزائرية لكرة القدم
- الرابطة الجزائرية المحترفة الأولى لكرة القدم
- شبيبة القبائل
- قائمة ملاعب كرة القدم في الجزائر
- المحطة البرية لبوخالفة
- محطة قطار بوخالفة
- محطة قطار تيزي وزو
- محطة قطار وادي عيسي

### فيديوهات
- تصميم ملعب عبد القادر خالف على يوتيوب
- أشغال إنجاز ملعب عبد القادر خالف على يوتيوب
- أشغال إنجاز ملعب عبد القادر خالف على يوتيوب
- تقدم أشغال إنجاز ملعب عبد القادر خالف على يوتيوب
- تقدم أشغال إنجاز ملعب عبد القادر خالف على يوتيوب
- بداية تغطية ملعب عبد القادر خالف على يوتيوب
- داخل ملعب عبد القادر خالف على يوتيوب
- مدرجات ملعب عبد القادر خالف على يوتيوب

### وصلات خارجية
- (بالعربية) الموقع الرسمي للاتحادية الجزائرية لكرة القدم
- (بالفرنسية) الموقع الرسمي لمناصري شبيبة القبائل